# Luigi Testore
Luigi Testore (Costigliole d’Asti, 1952. április 30. –) olasz katolikus pap, az Acqui egyházmegye megyéspüspöke.

### Papi szolgálata
Pappá szentelte 1977. június 11-én a Milánói dómban a Giovanni Colombo, milánói érsek, bíboros.

### Püspöki szolgálata
2018. január 19-én Ferenc pápa Acqui egyházmegye püspökévé nevezte ki; a püspöki rendre február 24-én szentelte fel a Milánói dómban Mario Delpini milánói érsek, társzentelője Carlo Roberto Maria Redaelli, Gorizia érsek, és Erminio De Scalzi, milánói segédpüspök volt. Március 11-én foglalja el a püspöki széket.

## Fordítás
Ez a szócikk részben vagy egészben  a   Luigi Testore című olasz Wikipédia-szócikk fordításán alapul.  Az eredeti cikk szerkesztőit annak laptörténete sorolja fel. Ez a jelzés csupán a megfogalmazás eredetét és a szerzői jogokat jelzi, nem szolgál a cikkben szereplő információk forrásmegjelöléseként.